# ISO 3166-2:SV
ISO 3166-2:SV is een ISO-standaard met betrekking tot de zogenaamde geocodes. Het is een subset van de ISO 3166-2 tabel, die specifiek betrekking heeft op El Salvador. 
De gegevens werden tot op 18 december 2014 geüpdatet op het ISO Online Browsing Platform (OBP). Hier worden 14 departementen - department (en) / département (fr) / departamento (es) – gedefinieerd.
Volgens de eerste set, ISO 3166-1, staat SV voor El Salvador, het tweede gedeelte is een tweeletterige code.

## Codes
| Code  | Naam         |
| ----- | ------------ |
| SV-AH | Ahuachapán   |
| SV-CA | Cabañas      |
| SV-CH | Chalatenango |
| SV-CU | Cuscatlán    |
| SV-LI | La Libertad  |
| SV-PA | La Paz       |
| SV-UN | La Unión     |
| SV-MO | Morazán      |
| SV-SM | San Miguel   |
| SV-SS | San Salvador |
| SV-SV | San Vicente  |
| SV-SA | Santa Ana    |
| SV-SO | Sonsonate    |
| SV-US | Usulután     |